# Skopas (Stratege)
Skopas (altgriechisch Σκόπας Skópas) war ein Stratege der hellenistischen Zeit.
Skopas stammte aus Trichonion, der Name seines Vaters war Sosandros. In den Jahren 224/223 v. Chr. war er epigrammateus des Aitolischen Bundes. Er plante und führte 220/219 als strategos den Krieg gegen den Hellenenbund. 212/211 ersuchte er beim Römischen Reich um ein Bündnis gegen Philipp V. Schließlich scheiterte er gemeinsam mit dem Strategen Dorimachos an einer Schuldenkrise und floh nach Ägypten, wo er vom König Ptolemaios IV. einen hohen militärischen Rang erhielt.
Für Ptolemaios V. rekrutierte er 203 oder 202 die Aitoler, mit deren Hilfe er im Winter 201/200 die an Antiochos III. verlorenen Gebiete in Asien zurückeroberte. 200 verlor er jedoch die Schlacht von Paneion und wurde bis Mitte 199 in Sidon belagert. Skopas verschaffte sich neue Unterstützung aus Aitolien, wurde jedoch 198 vom Regenten Aristomenes abberufen und in Alexandria vor Gericht gestellt. Nach dem Prozess kam er gewaltsam zu Tode; entweder beging er Selbstmord oder er wurde vergiftet.